# Vladímir Yáshchenko
Vladímir Yáshchenko (Unión Soviética, 12 de enero de 1959-30 de noviembre de 1999) fue un atleta soviético especializado en la prueba de salto de altura, en la que consiguió ser campeón europeo en 1978 y plusmarquista mundial durante casi tres años, desde el 2 de junio de 1977 al 25 de mayo de 1980; su mejor salto fue de 2,34 metros.

## Carrera deportiva
En el Campeonato Europeo de Atletismo de 1978 ganó la medalla de oro en el salto de altura, con un salto por encima de 2,30 metros que fue récord de los campeonatos, superando a su compatriota soviético Aleksandr Grigoriev (plata con 2,28 m) y al alemán Rolf Beilschmidt (bronce también con 2,28 metros pero en más intentos). En 1979 tuvo una grave lesión de rodilla que le apartó de la competición, apenas tenía 20 años. Murió de cirrosis en 1999.